# Namsan (Gyeongju)
Pour les articles homonymes, voir Namsan.
Namsan est un sommet situé dans le parc national de Gyeongju en Corée du Sud.